# Maravatío
Maravatío è un comune del Messico, situato nello stato di Michoacán, il cui capoluogo è la località di Maravatío de Ocampo.